# دیلی ایر
دیلی ایر (به انگلیسی: Daily Air) یک شرکت هواپیمایی با کد یاتا DA است که در ۱۹۹۲ میلادی تأسیس شده‌است. قطب دیلی ایر در فرودگاه سونگشان تایپه قرار دارد.